# The Spiders Album No.1
Albums de The Spiders
- The Spiders Album No.2
(1966)
The Spiders Album No.1 est le premier album des Spiders, sorti en 1966 sur le label Philips.

## Réception critique
En août 2010, le magazine Record Collectors' Magazine classe l'album 43e dans son top 100 des meilleurs albums de folk et de rock japonais des années 60-70. Plus tard la même année, dans le cadre de l'ouvrage Nihon no Rock/Folk Album Best 100 1960-1989, l'équipe du même magazine le classera 40e.

## Liste des pistes
| No  | Titre               | Durée |
| --- | ------------------- | ----- |
| 1.  | Furi Furi '66       | 2:12  |
| 2.  | No No Boy           | 2:45  |
| 3.  | Little Robby        | 2:34  |
| 4.  | Bitter for My Taste | 2:27  |
| 5.  | Robby Robby         | 2:00  |
| 6.  | Mr. Monkey          | 2:25  |
| 7.  | Hey Boy             | 1:50  |
| 8.  | Once Again          | 1:56  |
| 9.  | Ochiru Namida       | 2:04  |
| 10. | Lucky Rain          | 2:39  |
| 11. | Shizukani           | 2:26  |
| 12. | Go Go               | 2:24  |